# Arte nell'età di Commodo

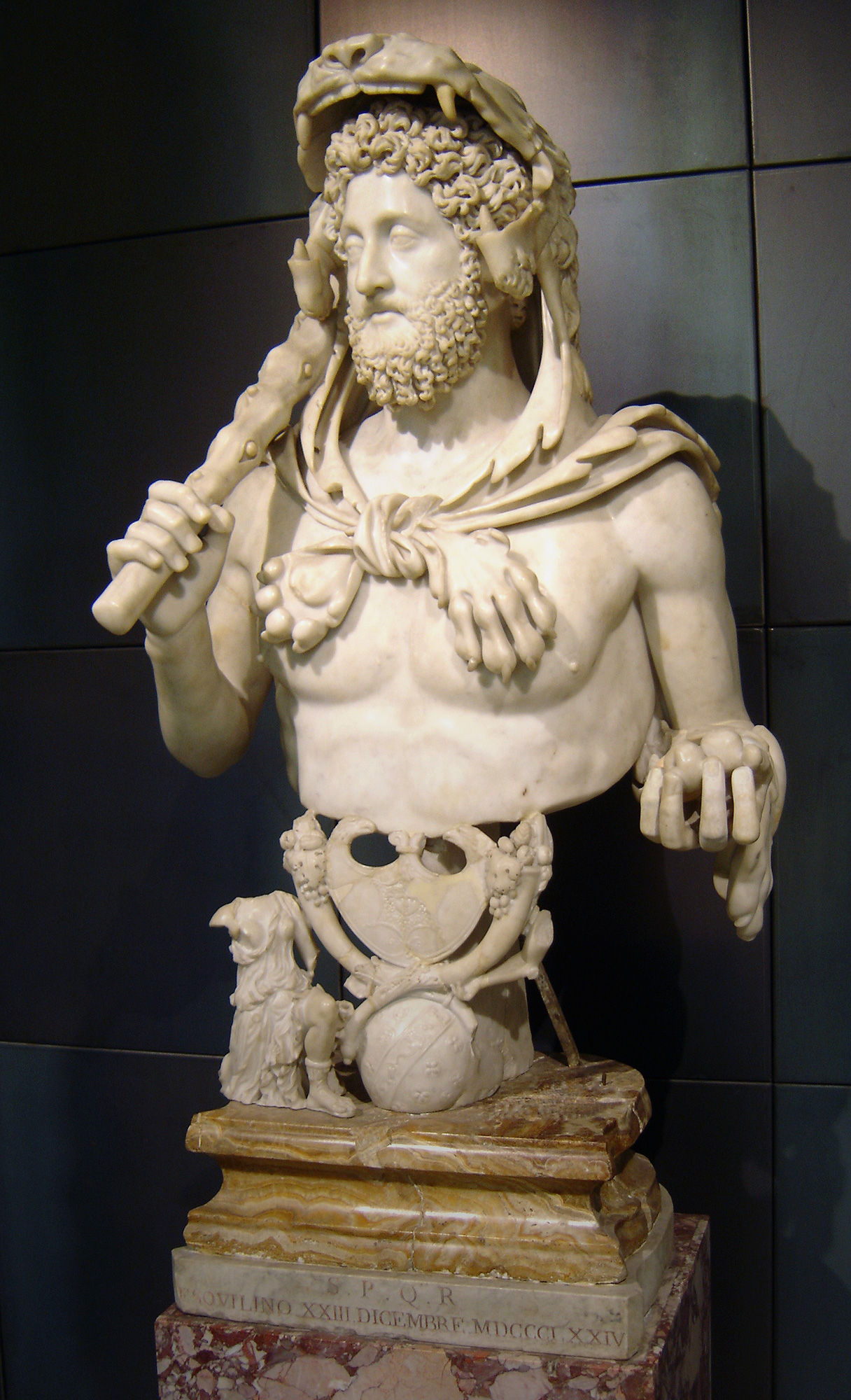
Ritratto di Commodo come Ercole, Musei Capitolini

L'arte nell'età di Commodo si colloca indicativamente tra il 180 e il 192 quando fu alla guida dell'Impero romano. Rispetto all'arte dei primi Antonini, in quest'epoca si manifestarono alcune svolte artistiche che, soprattutto in scultura, portarono a nuovi traguardi dell'arte romana. Durante il suo regno Commodo eresse vari monumenti celebranti le imprese del padre Marco Aurelio, tra i quali ci sono la Colonna Aureliana, il monumento dal quale provengono i pannelli dell'Arco di Costantino (forse un arco trionfale) e magari anche la statua equestre di Marco Aurelio sul Campidoglio. 
In questo periodo la plasticità del rilievo si va dissolvendo a favore d'effetti ottici e illusionistici, mentre si tende a una nuova disposizione delle masse e viene accentuata l'espressività soprattutto nelle teste e nei movimenti. 

## Contesto storico
Commodo venne associato al potere col padre Marco Aurelio dal 177 e nel 180 rimase solo alla conduzione dello Stato. Con lui si concluse il periodo degli imperatori adottivi, anche se non c'era mai stato un preciso schema istituzionale dietro le adozioni e forse erano solo divenute indispensabili per la mancanza di eredi naturali ai sovrani del II secolo.
Il governo di Commodo fu per molti versi irresponsabile e demagogico. Dopo aver condotto una pace frettolosa con le tribù germaniche, contro le quali stava lottando al momento della morte del padre, tornò velocemente a Roma. Qui cercò di aumentare il proprio prestigio personale e la propria popolarità con una serie di iniziative discutibili, come le frequenti elargizioni pubbliche di denaro e di altri beni, i costosi spettacoli gladiatori, ecc., che dissanguarono in breve tempo le casse dello Stato. Egli cercò inoltre di imporre un'autocrazia sul modello ellenistico-orientale, ammantando la propria personalità di significati religiosi (facendosi identificare col semidio Ercole).
Sembrò ignorare i pericoli che si addensavano ai confini dell'impero e quando venne eliminato da una congiura di palazzo (nel 192), lo Stato romano entrò in una profonda crisi per la successione, che viene spesso indicata come l'inizio della parabola discendente del dominio di Roma.

## Caratteristiche
La svolta dell'età di Commodo è essenzialmente legata alla scultura. Nelle opere ufficiali, dal punto di vista formale, si riuscì ad ottenere una dimensione spaziale pienamente compiuta, con figure ben collocate nello spazio tra le quali sembra "circolare l'atmosfera". Dal punto di vista del contenuto si assiste alla comparsa di sfumature simbolico-religiosi nella figura del sovrano e alla rappresentazione di fatti irrazionali. Questa tendenza, che porterà nel giro di un secolo a una vera e propria rottura nel modo di fare arte, coincise con la prima profonda crisi delle strutture sociali e politiche dell'Impero, accompagnata alla perdita dello spirito razionale e scientifico ereditato dalla cultura greca. 
La tendenza ad evidenziare il chiaroscuro si manifestò via via sempre più spiccatamente, con solchi profondi che scavano i contorni delle figure, oppure nelle barbe e capigliature, che sono ormai definite non più come masse disegnate dal rilievo, ma scavate creando effetti coloristici tra ombre e zone in luce. Da un rilievo "tattile" si iniziò a proporre effetti illusionistici, arrivando a usare il rilievo negativo per scavare le ombre, piuttosto che creare un volume dove queste appaiano naturalmente. L'effetti illusione ottica, che si valuta meglio da lontano, dava ai bassorilievi una certa fissità e rigidità di forme, poiché il chiaroscuro non variava più secondo l'intensità e lo spostamento della fonte luminosa,  differenza dei rilievi del tutto plastici che creano ombre reali e perciò variabili. 
Sotto Commodo furono realizzati alcuni monumenti celebrativi del padre Marco Aurelio, tra i quali spiccano gli undici rilievi storici, otto sull'Arco di Costantino e tre al palazzo dei Conservatori, la colonna Aureliana ed il tempio ad essa annesso.
Molto famosa, ma più tradizionale, è invece la statua equestre di Marco Aurelio, modello delle statue equestri rinascimentali e uno dei pochi monumenti di Roma antica rimasti sempre visibili fino ai nostri tempi.

### Il Maestro delle Imprese di Marco Aurelio
In particolare gli otto rilievi dell'arco costantiniano sono caratterizzati da uno stile nuovo rispetto all'epoca antoniniana. Gli altri tre rilievi, che non è chiaro se provenissero dallo stesso monumento, perché stilisticamente più convenzionali. Le mani che hanno realizzato la serie sembrano almeno due, delle quali quella degli otto rilievi è sicuramente superiore per inventiva e tecnica compositiva. 
In tali opere lo spazio è concepito per essere compatibile con il punto di vista dell'osservatore e gli elementi del rilievo sono disposti come se tra di essi circolasse veramente l'atmosfera (come nei vessilli che penzolano davanti alle architetture di fondo), secondo una spazialità inesistente nel mondo greco e sperimentata a Roma già nei rilievi dell'Arco di Tito, anche se in maniera meno coerente. L'anonimo artista, che Ranuccio Bianchi Bandinelli chiamò Maestro delle Imprese di Marco Aurelio (analogamente al Maestro delle Imprese di Traiano che lavorò alla Colonna Traiana), era padrone della tecnica ellenistica, dal cui solco comunque non si allontanò, piegandola però a nuovi valori formali tipicamente romani. Nei suoi rilievi non è assente la pietà e il coinvolgimento per la condizione dei vinti (come nella Colonna Traiana): esemplare è il gruppo del rilievo VII dove si vede un capo barbaro supplice e infermo, sorretto da un giovinetto.

### La Colonna di Marco Aurelio

La colonna di Marco Aurelio, rappresentazione storica delle guerre marcomanniche (166/7-180)

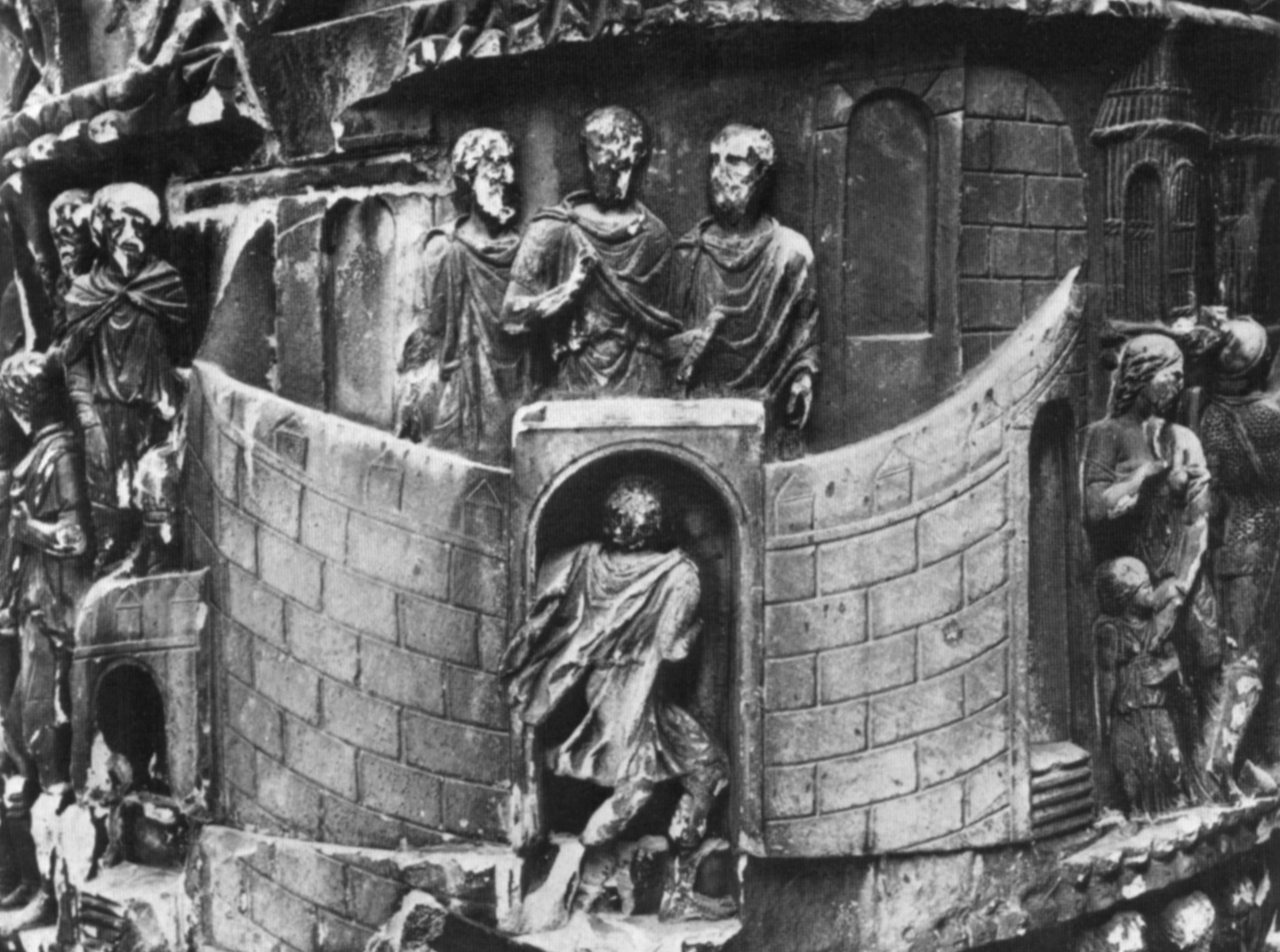
Adlocutio con soldato di spalle

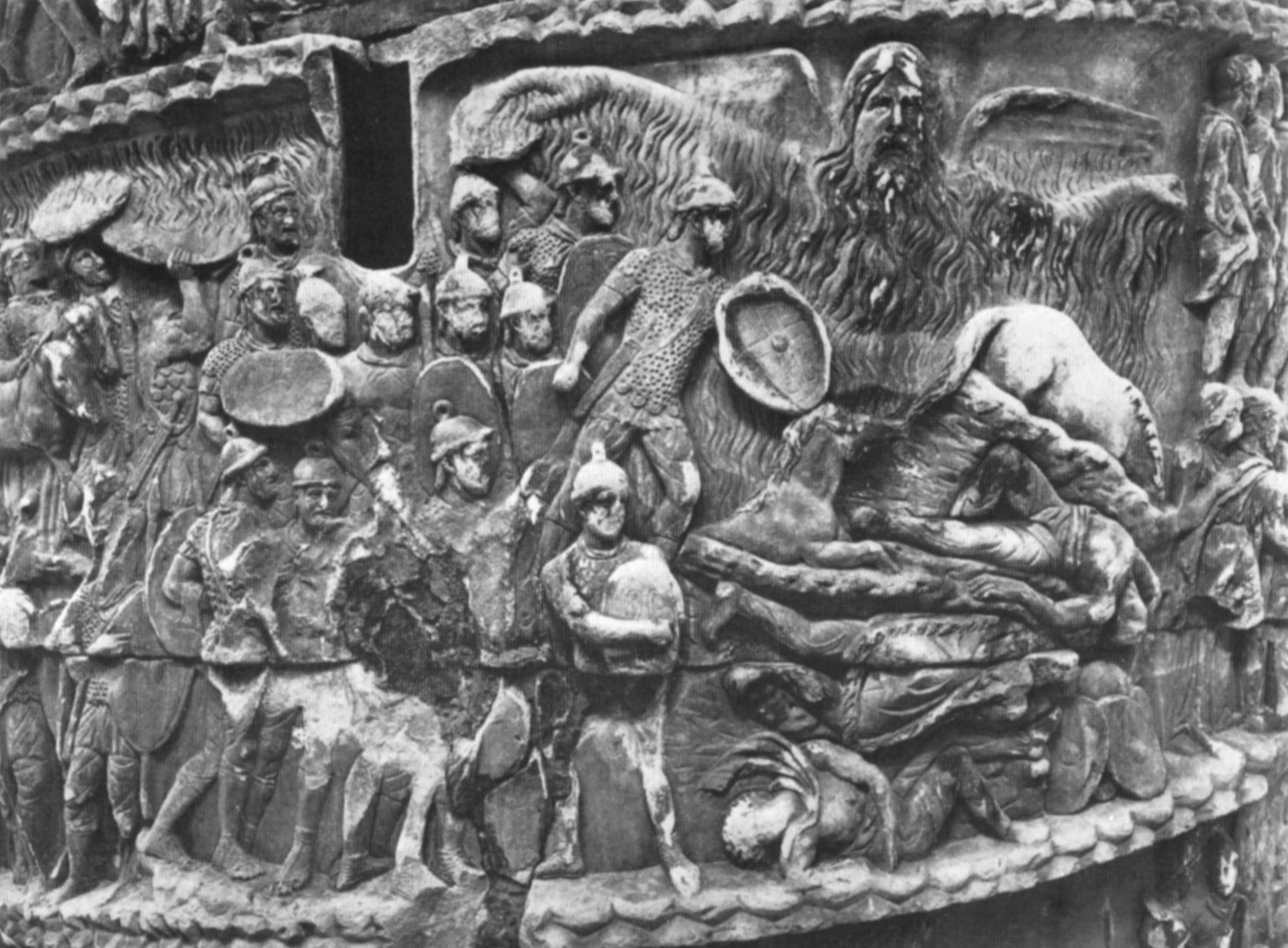
Pioggia miracolosa

Il Maestro delle Imprese di Marco Aurelio non curò i disegni anche della colonna onoraria con rilievo spiraliforme detta colonna di Marco Aurelio, ancora oggi ben visibile nel centro di Roma. In quei rilievi l'inventiva è molto più povera di quella nei pannelli dell'Arco di Costantino, con ripetizioni frequenti e soluzioni di ripiego. Gli schemi sono simili a quelli degli otto rilievi, ma più che davanti alla stessa mano, sembra di trovarsi di fronte a un imitatore. Si veda ad esempio la figura del soldato viosto di dietro nel rilievo III dell'adlocutio e l'identica figura nell scena del discorso dopo il passaggio del Danubio nella scena IV della colonna, palesamente una ripetizione di seconda mano più rozza. 
Anche della pietà per i vinti non c'è traccia, né della presa di coscienza del loro valore e forza come nella Colonna Traiana: Germani e Sarmati sono sempre resi come sguaiati, disprezzati, schiacciati dall'inesorabile superiorità romana.
I rilievi della Colonna veicolano però anche alcuni elementi inediti, che nei secoli successivi avranno un peso sempre maggiore. Il più evidente è la comparsa nelle "storie" dell'elemento irrazionale (scena del miracolo della pioggia, del miracolo del fulmine), completamente assenti nella Colonna Traiana, che è indice di un nuovo modo di pensare, in evasione da una realtà che stava diventando inesorabilmente problematica. Inoltre la raffigurazione dell'imperatore è quasi sempre (escludendo le scene di marcia e di colloquio coi barbari) frontale, in diretta comunicazione con lo spettatore, diversamente dalla tradizione ellenistica più naturalistica. Quindi oltre agli elementi irrazionali fanno la loro comparsa in un rilievo ufficiale romano anche elementi ideologici e simbolici: dall'alba dei tempi infatti la posizione frontale era quella riservata alle effigi religiose, che agiscono sullo spettatore "guardandolo in faccia", suscitando un elemento magico di comunione spirituale.
Alla stessa mano che progettò la Colonna Aureliana vengono attribuiti alcuni sarcofagi, tra cui il noto sarcofago di Portonaccio.

## Modelli
Molto si è discusso se queste novità di contenuto si fossero originate a Roma o altrove. 
Se ne trova eco nelle scuole speculative filosofico-religiose fiorite in quell'epoca nelle province orientali, da Efeso a Alessandria d'Egitto, che sicuramente trovarono campo fecondo a Roma, dove d'altronde esisteva da secoli la tradizione artistica plebea, dove le convenzioni naturalistiche classico-ellenistiche avevano già da tempo lasciato il posto a convenzioni e semplificazioni espressive (esaltazione del committente, segni simbolici, ecc.). 